# Sanockie Przedsiębiorstwo Budowlane
Sanockie Przedsiębiorstwo Budowlane z siedzibą w Sanoku.

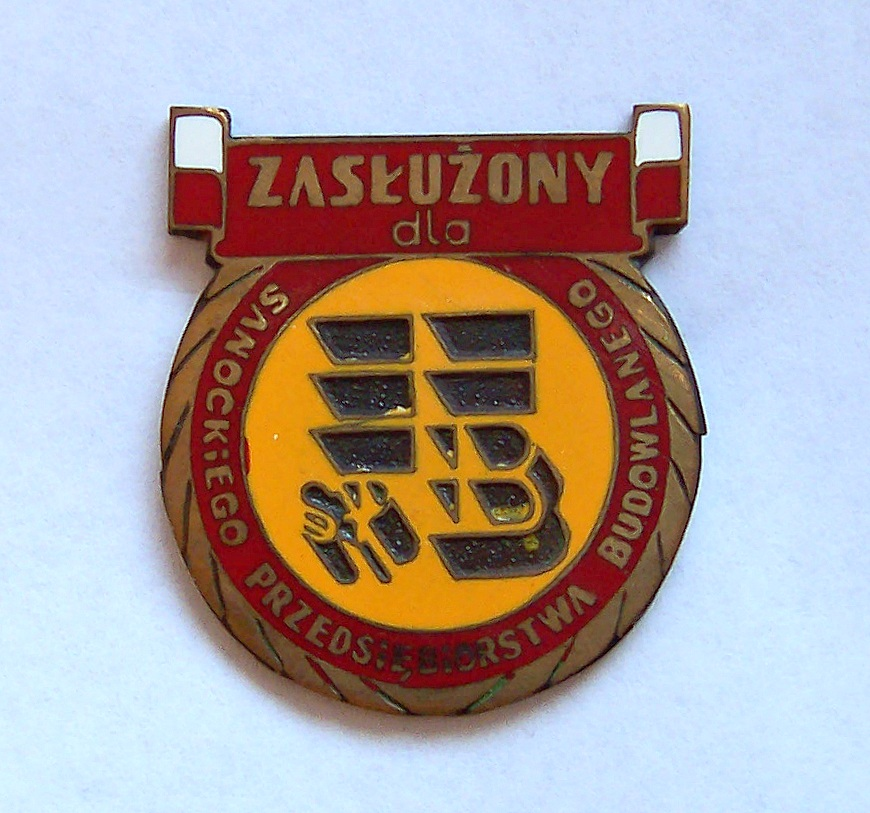
Odznaka „Zasłużony dla Sanockiego Przedsiębiorstwa Budowlanego”

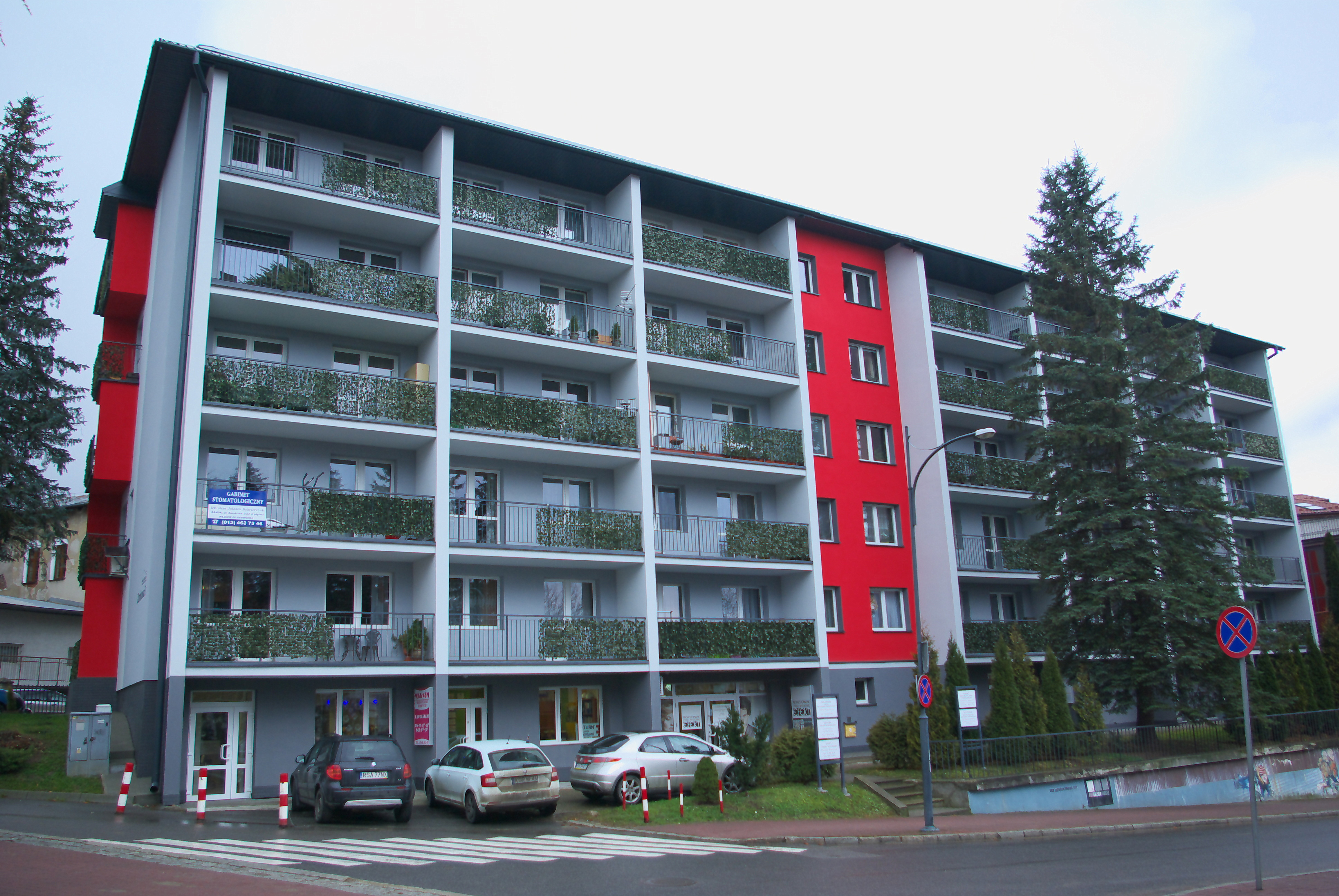
Blok mieszkalny przy ul. Zamkowej 3, wcześniej siedziba SPB (2017)

## Historia
Historia Sanockiego Przedsiębiorstwa Budowlanego – uwzględniając reorganizacje strukturalne – sięga przełomu lat 40./50.. Bezpośrednim prekursorem było Społeczne Przedsiębiorstwo Budowlane, działające na rzecz odbudowy po zniszczeniach wskutek II wojny światowej oraz w wyniku działań oddziałów UPA. Genezą sanockiego przedsiębiorstwa było utworzenie Spółdzielni Budownictwa Wiejskiego „Samopomoc Chłopska” w Rzeszowie w 1947 oraz założenie komórki organizacyjnej tejże w postaci „Biura Rolnego” w Pielni w 1949. Rok później powyższa spółdzielnia została rozwiązana. 

### BPP (1950–1955)
W wyniku zarządzenia Ministrów: Budownictwa oraz Administracji Publicznej z 30 stycznia 1950 o utworzeniu państwowych przedsiębiorstw pod nazwą: „Budowlane Przedsiębiorstwo Powiatowe” i o nadaniu im statutu zostało utworzone państwowe przedsiębiorstwo terenowe pod nazwą Budowlane Przedsiębiorstwo Powiatowe w Sanoku z dniem 1 kwietnia 1950. Sanocki oddział był wówczas jednym z dziesięciu powołanych na obszarze województwa rzeszowskiego, administracyjnie był podległy Prezydium Powiatowej Rady Narodowej w Sanoku, zaś potocznie był określany mianem „BeP-u”. Jednocześnie na rzecz nowego tworu przeszedł majątek spółdzielni budowlanej „SCh”. Stanowisko dyrektora BPP pełnili Bolesław Czekierda (1950-1951), Jan Tchórzewski (1951), Jan Barański, Jan Hnatuśko (1953), Zdzisław Polakiewicz (do 1957). Od 1950 do 1956 kierownikiem ds. administracyjnym i wicedyrektorem BPP był Arnold Andrunik. Początkowo siedziba przedsiębiorstwa działała w pomieszczeniach kamienicy Józefa Weinera przy ul 22 Lipca, po czym w połowie lat 50. zbudowano barak biurowy przy ówczesnej ul. Ludwika Waryńskiego. Dla swoich pracowników przedsiębiorstwo wybudowało budynki mieszkalne, umiejscowione przy ul. Stanisława Staszica w Sanoku.
Zadaniem BPP była głównie budowa obiektów wiejskich oraz produkcja materiałów i elementów budowlanych. Od 1950 zakład działał jako przedsiębiorstwo powiatowe, wykonujące remonty obiektów i zabudowań w rolnictwie. Na początku funkcjonowania przedsiębiorstwo wykonywało przede wszystkim jednorodzinne domy dla rolników w podsanockich wsiach, później podjęto budowę domów wielorodzinnych i obiektów gospodarczych jak obory, spichrze, owczarnie, leśniczówki, magazyny, także na potrzeby PGR-ów. Z dniem 31 grudnia 1955 przedsiębiorstwo wyodrębniono i przemianowano w oddział terenowy Wojewódzkiego Zjednoczenia Budownictwa Wiejskiego w Rzeszowie pod nazwą Zarząd Budownictwa nr 5 w Sanoku. Obszarem przeznaczenia działalności były powiaty sanocki i leski, a po włączeniu przedsiębiorstwa z Ustrzyk Dolnych od 1 lipca 1955 także ustrzycki i brzozowski, zaś z czasem zakres poszerzono także o miasta w tychże terenach. 

### PBT (1957–1962)
Wkrótce potem, w toku dalszych zmian struktur budownictwa wiejskiego w wyniku decyzji Ministra Budownictwa i Przemysłu Materiałów Budowlanych z dniem 1 kwietnia 1957 utworzono Przedsiębiorstwo Budownictwa Terenowego w Sanoku, następnie potwierdzone w zarządzeniu Prezydium PRN w Sanoku z 31 grudnia 1957. W wyniku reorganizacji w 1960 przedsiębiorstwo przeszło na wykonawstwo w zakresie budownictwa ogólnego oraz przemysłowego. Zakres działalności PBT został rozszerzony z realizacji budownictwa wiejskiego i leśnego na realizację budownictwa ogólnego, w tym o charakterze mieszkaniowym, a także w zakresie robót usługowych i produkcyjnych. Na stanowisku dyrektora przedsiębiorstwa pracowali Władysław Radzik (od 1 kwietnia 1957 do lipca 1959), Zdzisław Janicki (do 1963).

### SPB (1963–1978)
Po kilku latach dokonano przekształcenia dotychczasowego przedsiębiorstwa budownictwa terenowego w przedsiębiorstwo o charakterze kluczowym i zarządzeniem Ministra Budownictwa i Przemysłu Materiałów Budowlanych z 20 grudnia 1962 zostało powołane z dniem 1 stycznia 1963 Sanockie Przedsiębiorstwo Budowlane w Sanoku, podlegające Rzeszowskiemu Zjednoczeniu Budownictwa oraz szerzej w ujęciu centralnym Ministerstwu Budownictwa i Przemysłu Materiałów Budowlanych. W 1965 w struktury SPB włączono miejskie przedsiębiorstwo budowlane z Sanoka oraz zakłady o tym profilu działające w Lesku i w Ustrzykach Dolnych. W 1976 wprowadzono trzy osobne kierownictwa grup robót, umieszczone w Sanoku, Brzozowie i w Bieszczadach z siedzibą w Lesku-Ustrzykach Dolnych. Finalnie obszarem działania SPB były miasta Sanok, Brzozów, Dynów, Lesko, Rzepedź, Ustrzyki Dolne, Zagórz. Tym samym SPB zostało jedynym zakładem budowlanym o charakterze monopolistycznym na obszarze południowo-wschodnim województwa rzeszowskiego, a później obejmując przeważającą część ówczesnego województwa krośnieńskiego, zobowiązanym do wykonywania inwestycji budowlanych na terenie powiatów sanockiego, brzozowskiego, leskiego i ustrzyckiego, których realizacja przyczyniła się do znacznego rozwoju samego przedsiębiorstwa oraz infrastruktury regionu południowo-wschodniego Podkarpacia, w tym zagospodarowania Bieszczadów. Od 1969 administracja i dyrekcja SPB zostały przeniesiony z ul. Waryńskiego do nowej siedziby w biurowcu przy ulicy Zamkowej 3 (do września 1939 w tym miejscu istniała Wielka Synagoga; wejście do budynku istniało wówczas od strony tejże ulicy), gdzie prócz pomieszczeń biurowych działał także hotel robotniczy.
Przedmiotem działalności Sanockiego Przedsiębiorstwa Budowlanego było wykonywanie robót budowlano-montażowych, a celem była realizacja budownictwa mieszkaniowego oraz obiektów użyteczności publicznej, budownictwa wiejskiego oraz jednoczesne tworzenie instalacji i produkcja elementów budowlanych i podejmowanie działalności usługowej. W latach 70. zwiększono realizację budownictwa mieszkaniowego oddając do użytku w tej dekadzie rocznie ok. 500-600 mieszkań. Dziełem SPB było wybudowanie licznych obiektów, wśród których były osiedla mieszkaniowe, budynki szkolne i internaty, przedszkolne i żłobki, zabudowania służby zdrowia, obiekty i placówki handlowe, przemysłowe i rolnicze, agronomówki. Do 1985 zakład wykonał budowę 9 tys. mieszkań (dla 35 tys. mieszkańców, z czego dla 20 tys. w Sanoku), 40 budynków szkół i placówek oświatowo-wychowawczych, do 1977 roku 36 obiektów szkolnych, w tym pięć w Sanoku, trzy w Lesku, po 2 w Brzozowie i Ustrzykach Dolnych (m.in. Szkoła Podstawowa w Czaszynie w 1961; szkoły-pomniki tysiąclecia: w 1964 Szkoła Podstawowa im. 20-lecia PRL w Humniskach, Szkoła Podstawowa im. Janka Krasickiego w Zagórzu, Szkoła Podstawowa w Ropience, Szkoła Podstawowa im. Manifestu Lipcowego PKWN w Przysietnicy, w 1965 Szkoła Podstawowa im. Gen. Karola Świerczewskiego w Cisnej, w 1966 Szkoła Podstawowa w Pielni, Szkoła Podstawowa w Długiem, Szkoła Podstawowa nr 2 w Sanoku; w 1965 szkoła w Brzozowie, budynek I Liceum Ogólnokształcącego im. Komisji Edukacji Narodowej w Sanoku, siedziba Zespołu Szkół Budowlanych w Sanoku do 1975 oraz internat tejże szkoły, Szkoła Podstawowa nr 7 w Sanoku, zabudowania Technikum Leśnego w Lesku i Szkoły Budowlanej w Brzozowie), przedszkole „Stomil” w Sanoku, kilkanaście obiektów szpitali i placówek służby zdrowia (szpital w Sanoku, szpital w Lesku, szpital w Ustrzykach Dolnych, kompleks sanatoryjny w Polańczyku, w tym tamtejszy Dom Wczasowy Budowlanych „Atrium”, przychodnie zdrowia w Cisnej, Komańczy, Lutowiskach, Tarnawie, Dynowie), zabudowania przemysłowe (Zakład Tworzyw Sztucznych w Starej Wsi oraz Kopyciarni w Dynowie, zakłady mięsne w Sanoku, Spółdzielnia Mleczarska w Sanoku, Fabryka Koronek (Firanek) w Brzozowie / Starej Wsi, zakłady przemysłu chemicznego ZTS „Gamrat” w Brzozowie, Zakłady Krośnieńskich Fabryki Mebli i Fabryka Zabawek w Lesku, Zakłady Kopyciarskie w Dynowie, garbarnia w Rymanowie, zakłady utylizacyjne we Wróbliku), piekarnie (m.in. mechaniczna w Sanoku) i restauracje (restauracja „Karpacka” w Sanoku), hotele i obiekty rekreacyjno-sportowe (Hotel „Dom Turysty” w Sanoku, zespół basenów kąpielowych w Sanoku, w tym basen kryty, hotel robotniczy w Ustrzykach Dolnych), komunalne (oczyszczalnia ścieków w Trepczy), drogowe i wiele zabudowań z przeznaczeniem usługowo-handlowym, osiedla mieszkaniowe (osiedle Traugutta i inne na obszarze sanockiej dzielnicy Wójtostwo, osiedle Waryńskiego w sanockiej dzielnicy Błonie, osiedle w Lesku). W 1977 SPB zajmował się wykonaniem remontu Schodów Zamkowych w Sanoku, które do 1989 nosiły nazwę Schody Budowlanych, po czym przywrócono im nazwę Schody Zamkowe.
Rozwój działalności przedsiębiorstwa ukazują dane liczbowe w zakresie  produkcji: w 1951 wartość produkcji podstawowej wynosiła 10 814 zł, a w 1975 sięgnęła już 286 401 zł, zaś produkcję globalną wyliczono w tym roku na 316 981 zł. Obrazuje to także przyrost kubatury wykonanych obiektów: w 1959 wynosiła 25 894 m³, a po 17 latach została zwielokrotniona 11-krotnie i w 1976 sięgnęła 288 100³. Tylko do 1977 przedsiębiorstwo wybudowało obiekty o łącznej wartości 3 mld zł. Wyraźnie wzrastał również wskaźnik zatrudnienia w przedsiębiorstwie: z 497 zatrudnionych pracowników (w tym 353 fizycznych i 79 umysłowych) w 1960 do 1294 zatrudnionych (w tym 861 fizycznych i 223 umysłowych) w 1975. Liczba 1000 zatrudnionych osób w SPB została przekroczona w 1973.
Stanowisko dyrektora naczelnego SPB sprawowali Zdzisław Janicki (do 30 czerwca 1963), inż. Mieczysław Gromek (tymczasowo do 1 marca 1964), Władysław Radzik (od 1 marca 1964 do 1 marca 1966), inż. Franciszek Olszewski (od marca 1966 do 31 maja 1971), Józef Baszak (od maja 1971 do 5 lipca 1978).
SPB zostało zakładem patronackim dla Zespołu Szkół Budowlanych w Sanoku, gdzie kształcono przyszłe kadry pracowników przedsiębiorstwa. Ponadto w przedsiębiorstwie zatrudnienie znajdowali także absolwenci szkoły budowlanej z Brzozowa, jak również osoby z przyzakładowego Ochotniczego Hufca Pracy z siedzibą w Ustrzykach Dolnych. Przed 1977 utworzono Wydział Zamiejscowy Budownictwa Lądowego Politechniki Rzeszowskiej. Po 1980 w SPB powstały struktury NSZZ „Solidarność”, którego delegatem na Zjazd Krajowy w 1981 został wybrany Paweł Szałaj. Na początku grudnia 1983 pierwszym sekretarzem Komitetu Zakładowego PZPR w SPB został wybrany Aleksander Paraniak. Kierownikiem Wytwórni Elementów Prefabrykowanych SPB był Ryszard Gawlewicz (zm. podczas pełnienia obowiązków służbowych 1989).

### Fabryka Domów

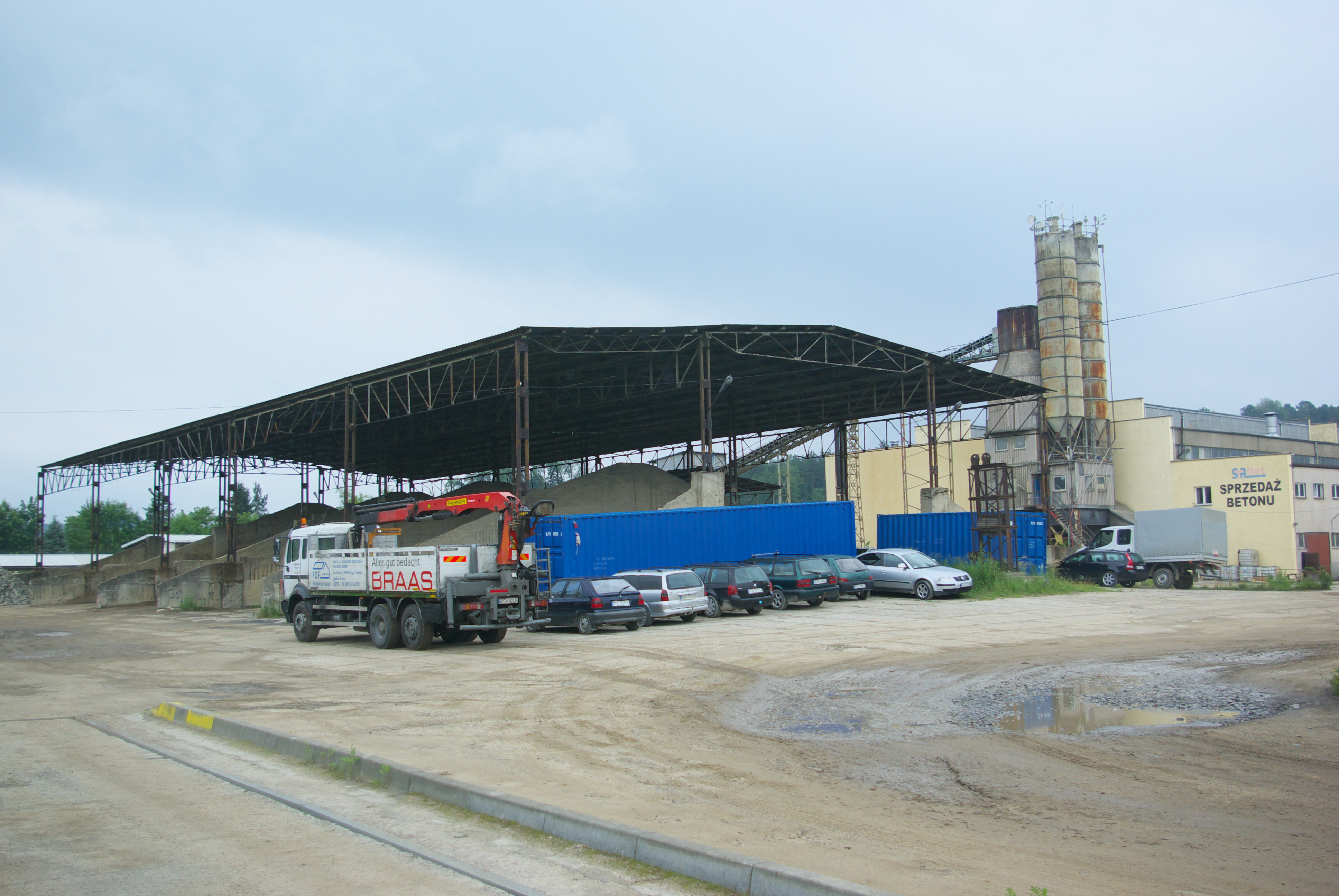
Teren byłej Fabryki Domów

W 1974 SPB podjęło tworzenie inwestycji pod nazwą Fabryka Domów w Sanoku, która funkcjonowała od 1976 funkcjonowała i realizująca budownictwo mieszkaniowe o charakterze montażowym, z gotowych elementów konstrukcyjnych (prefabrykaty). Została zlokalizowana w zachodnim krańcu miasta, przy ul. II Armii Wojska Polskiego 40 w dzielnicy Dąbrówka. W zakresie jej działalności była produkcja gotowych płyt przeznaczonych do budowy mieszkań (zob. wielka płyta). Jednym z największych zleceniodawców FD pozostawała Sanocka Spółdzielnia Mieszkaniowa, a ponadto m.in. SFA „Autosan”, Kopalnictwo Naftowe w Sanoku, zakłady Drzewne w Rzepedzi, Zakłady Mięsne w Sanoku.

### ZBM (1978–1981)
W wyniku kolejnej reorganizacji dokonanej przez Rzeszowskie Zjednoczenie Budownictwa z dniem 1 lipca 1978 SPB zostało przekształcone w Zakład Budowlano-Montażowy w Sanoku, podlegający Krośnieńskiemu Kombinatowi Budowlanemu. Po rezygnacji J. Baszaka, wyrażającego sprzeciw wobec reorganizacji, od 5 lipca 1978 na stanowisku dyrektora przedsiębiorstwa pracował inż. Andrzej Radzik. Od tego czasu zakład był określany jako ZBM Sanok (SPB).
Na przełomie 1979 i 1981 roku w wyniku działań przedsiębiorstwa powstały m.in. dwa przedszkola w Sanoku, żłobek przy ul. Robotniczej, automatyczna centrala telefoniczna w Sanoku, centralna kotłownia przy ul. Kiczury w Sanoku, siedziba Zakładów Mięsnych w Sanoku, przedszkole w Ustrzykach Dolnych, Dom Handlowy „Halicz” w Ustrzykach Dolnych, przedszkole w Brzozowie, Zakłady Tworzyw Sztucznych „ERG” w Brzozowie, baza pogotowia ratunkowego w Lesku, zaplecze pogotowia ratunkowego w Sanoku, przedszkole w Polańczyku, sanatorium „Siarkopol” w Polańczyku, przesypownia cementu w Uhercach, domy handlowe w Brzozowie i w Lesku, stacja „Sanepid” w Sanoku.

### SPB (1981–1993)
W wyniku starań władz ZBM ukierunkowanych na przywrócenie poprzedniego stanu samodzielności przedsiębiorstwa zarządzeniem Ministra Budownictwa i Przemysłu Materiałów Budowlanych z 25 marca 1981 został utworzone Sanockie Przedsiębiorstwo Budowlane, podlegające Rzeszowskiemu Zjednoczeniu Budownictwa w Rzeszowie. Nowy twór o starej nazwie przejął majątek ZBM. W zakresie działalności SPB wskazano realizację obiektów budowlanych, budownictwa mieszkaniowego, a także produkcji pomocniczej i usług. Od 1982 SPB podlegał nadzorczo wojewodzie krośnieńskiemu
W latach 1981–1984 przedsiębiorstwo wykonało m.in. następujące obiekty: lodowy tor łyżwiarski „Błonie” w Sanoku, warsztaty techniczne Zespołu Szkół Technicznych w Sanoku, budynek Szkoły Podstawowej nr 3 w Sanoku, przedszkole i żłobek przy ul. Waryńskiego w Sanoku, szpital w Ustrzykach Dolnych, obiekty bazy SPGK przy ul. Długiej w Sanoku, budynek koszar w Arłamowie, budynek muzeum w Jabłonkach, cmentarz w Baligrodzie, pomnik poległych milicjantów w Cisnej. W drugiej połowie lat 80. SPB wybudowało m.in. budynek Szkoły Podstawowej nr 8 w Sanoku, szpital w Brzozowie, budynek biurowiec przy ul. Henryka Sienkiewicza 1 w Sanoku, obiekty mieszkaniowe w Sanoku na osiedlu Waryńskiego i Słowackiego, na osiedlu w Ustrzykach Dolnych. Ogółem przedsiębiorstwo w swojej historii wykonało 7214 mieszkań dla ok. 29 tys. mieszkańców, w tym w samym Sanoku 4750 mieszkań dla 20 tys. mieszkańców. Prócz wyżej wymienionych lokalizacji osiedli należy wymienić także sanockie osiedla przy ul. Ignacego Daszyńskiego, ul. Jana III Sobieskiego, ul. Zamkowej, ul. Berka Joselewicza, ul. Adama Mickiewicza, ul. Poprzecznej, ul. Cegielnianej, ul. Długiej i w dzielnicy Posada, a także osiedla w Nowym Zagórzu w rejonie stacji kolejowej, osiedle „C” w Rzepedzi, osiedle Smolki w Lesku, osiedle PCK i Strwiążek w Ustrzykach Dolnych, osiedle w centrum Brzozowa, osiedle Traugutta w Krośnie (Polanka), osiedle Zamkowe w Będzinie. Prócz zrealizowanych inwestycji zaistniała także głośna w Sanoku sprawa podjętej przez SPB budowy kina, na placu przy ul. Feliksa Gieli, która wskutek odstąpienia zleceniodawcy została przerwana po zainstalowaniu konstrukcji i nie została ostatecznie ukończona.
W latach 80. pracownicy zakładu byli zatrudnieni także w ramach budownictwa eksportowego, m.in. w Libii. W połowie tej dekady SPB podjęły współpracę z firmami zarówno polskimi jak i zagranicznymi. Przedsiębiorstwo posiadało samodzielną przychodnię. SPB wspierało także działalność Sanockiego Klubu Tenisowego, funkcjonującego w wybudowanym przez przedsiębiorstwo obiekcie kortów tenisowych przy ul. Adama Mickiewicza, a ponadto stworzyło w ramach firmy sekcję strzelecką i siatkarską.
W okresie istnienia przedsiębiorstwa wielu jego pracowników otrzymało indywidualnie odznaczenia państwowe i odznaki. W 1984 Sanockie Przedsiębiorstwo Budowlane uhonorowano złotym medalem „Opiekun Miejsc Pamięci Narodowej”. W 1985 został ufundowany sztandar przedsiębiorstwa i ustanowiono Odznakę „Zasłużony dla Sanockiego Przedsiębiorstwa Budowlanego”, którą zatwierdził decyzją Minister Budownictwa i Przemysłu Materiałów Budowlanych
Z okazji jubileuszu 35-lecia istnienia SPB podczas uroczystości Dnia Budowlanych dniu 28 września 1985 zorganizowano akademię w Sanockim Domu Kultury, w której uczestniczyli przedstawiciele władz partyjnych i samorządowych. Wówczas zakładowi wręczono sztandar, przyznany decyzją ministra przemysłu i materiałów budowlanych, który został udekorowany zbiorową odznaką honorową „za zasługi dla województwa krośnieńskiego”, dokonał I sekretarz KW PZPR w Krośnie Henryk Wojtal przy udziale wojewody krośnieńskiego Tadeusza Kruka, a także odznaczony odznaką „Zasłużony Bieszczadom”. Podczas tychże uroczystości pracownicy SPB zostali odznaczeni odznaczeniami państwowymi i resortowymi, zaś po raz pierwszy wręczono wówczas Odznakę „Zasłużony dla Sanockiego Przedsiębiorstwa Budowlanego”, ustanowioną za zgodą ministra przemysłu i materiałów budowlanych, którą udekorowano 30 pracowników. Sztandar SPB został także wyróżniony Odznaką „Zasłużony dla Sanoka”
W latach 80. SPB plasował się na czwartym miejscu wśród przedsiębiorstw w Sanoku, ustępując Autosanowi, Stomilowi, Kopalnictwu Naftowemu. W okresie przełomu lat 80./90., w czasie schyłku PRL i następującej transformacji ustrojowej, pojawiła się redukcja zamówień na obiekty mieszkaniowe (w wyniku ograniczenia działalności inwestycyjnej przez SSM). Piastujący od 1978 nieprzerwanie stanowisko dyrektora przedsiębiorstwa Andrzej Radzik został odwołany 17 kwietnia 1990, a jego następcą tymczasowo od 27 kwietnia t.r. był Władysław Poraszka, mianowany etatowym dyrektorem od 1 lipca 1990. W 1990 SPB wykonało m.in. budowę siedziby urzędu gminy w Polańczyku i szkoły podstawowej w Lesku. 
Mając na celu prywatyzację przedsiębiorstwa 30 kwietnia 1991 złożono wniosek o przekształcenie SPB pozostającego przedsiębiorstwem państwowym w jednoosobową spółkę Skarbu Państwa. Po odmownej decyzji Ministra Przekształceń Własnościowych z 1991 w tym samym roku rada pracownicza SPB podjęła kroki zmierzające do trybu prywatyzacji na drodze likwidacji przedsiębiorstwa. Pod koniec tego roku decyzją wojewody krośnieńskiego został ustanowiony zarząd komisaryczny mający za zadanie wdrożenie planu naprawczego, który jednak w 1992 został odwołany. Finalnie, w tym samym dniu 16 listopada 1992 wojewoda krośnieński wydał zarządzenie o likwidacji SPB, następnie 19 lutego 1993 tenże postanowił o zakończeniu działalności statutowej z dniem 31 stycznia 1993, po czym postanowieniem sdowym z 19 listopada 1993 ogłoszono upadłość przedsiębiorstwa, zaś zakończenie postępowania upadłościowego potwierdzono sądownie 11 marca 1998.
Do 1993 budynek siedziby SPB przy ulicy Zamkowej został przekształcony na blok mieszkalny). Później siedziba SPB funkcjonowała pod adresem ul. II Armii Wojska Polskiego 40.